# Ситилинк
«Ситили́нк» — российская торговая сеть по продаже бытовой техники и электроники, основанная в 2008 году в Москве.
«Ситилинк» состоит из онлайн-магазина, розничных магазинов и пунктов выдачи товаров «Ситилинк-мини». Ассортимент компании составляет несколько десятков тысяч наименований товаров, а число посетителей сайта составляет — около 300 тысяч в сутки.
В 2019 году компания заняла седьмое место в рейтинге «20 самых дорогих компаний рунета» по версии журнала «Forbes».

## История
В 2007 году под брендом «Ситилинк» запущен розничный проект дистрибьютора компьютерной техники Merlion.
В ноябре 2008 года начал работу интернет-магазин компании, в декабре был открыт первый розничный магазин «Ситилинк» в Москве и началось открытие точек приёма и выдачи заказов «Ситилинк-мини» в различных районах Москвы и Московской области.
В 2010 году компания открыла магазины в других городах России: 18 сентября — в Санкт-Петербурге, 4 октября — в Нижнем Новгороде, позднее в Самаре, Ростове-на-Дону, Краснодаре, Воронеже, Челябинске и других городах.
В 2015 году компания расширила зону доставки на всю территорию России и запустила колл-центр.
В 2019 году компания «Ситилинк» заняла седьмую позицию в рейтинге «20 самых дорогих компаний Рунета — 2019», опубликованном журналом Forbes. По оценкам экспертов стоимость компании в 2019 году составила 245 млн $.

## Руководство

### Собственники Merlion
- Алексей Абрамов — 66,67 %;
- Олег Карчев — 33,33 %.

### Генеральные менеджеры
- Сергей Коваленко (2008—2014)[10]
- Михаил Славинский (2014—2022)[11]
- Александр Лозовский (с 2022)[12]

## Финансовые данные
В 2020 году группа «Мерлион», в которую входит «Ситилинк», выручила 415 млрд р. (рост год к году — 34 %). Оборот ООО «Ситилинк» — 116,5 млрд р., рост год к году — 46,2 %. Оборот в 2021 году — 155,0 млрд р., в 2022 году — 138,0 млрд р. и в 2023 году — 132,7 млрд р.

## Награды
- Второе место в «Топ-20 крупнейших онлайн-магазинов России» журнала Forbes[1].
- Первое место[уточнить] в рейтинге журнала «Секрет фирмы»[15].
- Третье место в номинации «Лучший розничный продавец» рейтинга «iXBT Brand 2012 — Выбор читателей»[16].